# Jussi i våra hjärtan
Jussi i våra hjärtan är en svensk dokumentärfilm från 2011 i regi av Torbjörn Lindqvist.
Filmen skildrar operasångaren Jussi Björling genom en blandning av dokumentärt material som till exempel klipp, foton och äldre intervjumaterial blandat med dramatiserade scener. Den hade premiär den 2 februari 2011 och utgavs på dvd samma år.

## Mottagande
Filmen fick ett övervägande negativt mottagande och har medelbetyget 2,5/5 (baserat på tio omdömen) på sajten Kritiker.se, som sammanställer recensioner av bland annat filmer. Till de mer negativa hörde Dalarnas Tidningar (1/5) och Nerikes Allehanda, som båda delade ut sitt lägsta betyg och till de mer positiva hörde Kommunalarbetaren och Sydsvenskan (båda 3/5).